# Division 1 Féminine 2003/04
Die Saison 2003/04 der Division 1 Féminine war die 30. Ausspielung der französischen Frauenfußballmeisterschaft seit der offiziellen Anerkennung des Frauenfußballs durch die FFF, den Fußballverband Frankreichs, im Jahr 1970 und der ersten Austragung in der Saison 1974/75. Die Meisterschaft wurde im reinen Ligamodus in einer aus einer einzigen Gruppe bestehenden, zwölf Teams umfassenden, landesweiten höchsten Liga ausgetragen.
Titelverteidiger waren die Frauen des Juvisy FCF, die die Meisterschaft diesmal aber dem HSC Montpellier überlassen mussten, der damit seinen ersten Titel gewann.
Seit 2002 hatte eine vorsichtige Professionalisierung des französischen Frauenfußballs begonnen. Bis dahin hatte es sich bei den französischen Fußballspielerinnen offiziell noch um reine Amateure gehandelt. Nun durften die Klubs Spielerinnen für die Ausübung ihres Sportes finanziell entlohnen, wenngleich die maximal möglichen Vergütungen im Vergleich zum Männerfußball sehr moderat ausfielen. Dazu wurde ein von der FFF ausgearbeiteter, als „Bundesvertrag“ (contrat fédéral) bezeichneter Muster-Arbeitsvertrag eingeführt, der die maximalen Einkommenshöhen ebenso regelte wie andere Rechte und Pflichten von Vereinen und Fußballerinnen. Hintergrund war, dass der Verband den Frauenfußball des Landes im Vorfeld der ersten Teilnahme Frankreichs an einer Weltmeisterschaftsendrunde insgesamt hatte stärken wollen.

## Qualifikation und Austragungsmodus
Für die Teilnahmeberechtigung an der D1F wurde ausschließlich das Abschneiden der Frauschaften in der Vorsaison berücksichtigt; qualifiziert waren die seinerzeit zehn bestplatzierten Frauschaften sowie zwei Aufsteiger aus der in regionale Gruppen aufgeteilten zweiten Division. Somit starteten folgende zwölf Frauschaften in diese Saison:
- aus dem Norden: die beiden Aufsteiger USCCO Compiègne und FCF Hénin-Beaumont, Olympique Saint-Memmie
- aus dem Zentrum: CNFE Clairefontaine, Titelverteidiger Juvisy FCF, Paris Saint-Germain
- aus dem Westen: ESOF La Roche, Saint-Brieuc FF, ASJ Soyaux
- aus dem Süden: FC Lyon, HSC Montpellier, FC Toulouse

Die Meisterschaft bestand aus zwei Phasen. Zunächst wurde eine doppelte Punkterunde gespielt, in der jeder Verein in Heim- und Auswärtsspiel gegen jeden anderen antrat. Es galt die auch im französischen Amateurfußball bis ins 21. Jahrhundert hinein übliche „modifizierte Drei-Punkte-Regel“ mit vier Punkten für einen Sieg, zwei für ein Unentschieden und einem für eine auf dem Spielfeld errungene Niederlage; bei Punktgleichheit gab zunächst der direkte Vergleich und anschließend gegebenenfalls die bessere Gesamt-Tordifferenz den Ausschlag. Am Ende der Saison mussten die beiden Tabellenletzten absteigen und wurden für die kommende Spielzeit durch die Sieger der Play-offs aus der zweiten Division ersetzt.
Die vier Frauschaften auf den Rängen eins bis vier trugen hingegen noch die zweite Phase als einfache „Meisterrunde“ aus, nach der erst der endgültige Titelträger, der gleichzeitig Frankreich beim UEFA Women’s Cup 2004/05 vertrat, feststand. Dabei starteten die vier teilnehmenden Teams mit Bonuspunkten (3, 2, 1 oder 0) in Abhängigkeit von ihrer Platzierung am Ende der ersten Phase; die erst- und die zweitplatzierte Frauschaft hatten in der Meisterrunde je zwei Heimspiele, die beiden anderen Teilnehmer nur je eines.

## Phase 1: Ergebnisse, Tabelle und Saisonverlauf
|                     | CNF Cla | USC Com | FCF H-B | FCF Juv | ESO LaR | FC Lyo | HSC Mon | SG Par | FF StB | Oly StM | ASJ Soy | FC Tou |
| CNFE Clairefontaine |         | 2:1     | 0:1     | 0:2     | 0:0     | 1:1    | 0:0     | 1:0    | 4:0    | 2:0     | 2:0     | 0:1    |
| USCCO Compiègne     | 0:3     |         | 2:1     | 0:1     | 0:0     | 2:5    | 1:5     | 0:1    | 1:0    | 0:4     | 0:4     | 0:2    |
| FCF Hénin-Beaumont  | 0:0     | 1:1     |         | 0:2     | 3:0     | 2:2    | 0:3     | 1:1    | 1:4    | 8:1     | 3:2     | 0:2    |
| Juvisy FCF          | 0:1     | 3:0     | 3:1     |         | 3:0     | 1:2    | 0:1     | 3:1    | 5:0    | 5:0     | 0:2     | 0:0    |
| ESOF La Roche       | 1:0     | 0:0     | 1:3     | 1:3     |         | 0:2    | 1:1     | 0:0    | 1:3    | 0:2     | 0:3     | 0:2    |
| FC Lyon             | 0:2     | 2:0     | 1:1     | 1:2     | 4:0     |        | 0:1     | 3:2    | 4:1    | 5:0     | 4:2     | 4:4    |
| HSC Montpellier     | 0:0     | 3:0     | 3:0     | 1:0     | 10:0    | 2:0    |         | 1:1    | 10:0   | 3:0     | 1:3     | 0:1    |
| Paris Saint-Germain | 0:2     | 2:1     | 2:5     | 0:1     | 2:0     | 0:1    | 2:2     |        | 0:0    | 2:0     | 2:1     | 1:4    |
| Saint-Brieuc FF     | 1:5     | 2:1     | 1:2     | 2:3     | 1:0     | 1:3    | 0:1     | 2:2    |        | 1:2     | 4:2     | 0:4    |
| Olymp. Saint-Memmie | 0:3     | 2:2     | 0:3     | 0:2     | 0:2     | 1:4    | 2:4     | 1:0    | 1:1    |         | 0:4     | 0:5    |
| ASJ Soyaux          | 0:6     | 3:0     | 2:2     | 1:1     | 5:1     | 0:2    | 0:2     | 1:1    | 2:1    | 1:0     |         | 0:0    |
| FC Toulouse         | 3:1     | 6:0     | 3:0     | 2:2     | 3:0     | 0:2    | 2:1     | 6:0    | 5:1    | 2:0     | 1:0     |        |

| Pl. | Frauschaft            | Sp | G  | U | V  | Tore  | Diff. | Pkte. |
| --- | --------------------- | -- | -- | - | -- | ----- | ----- | ----- |
| 1.  | FC Toulouse           | 22 | 17 | 4 | 1  | 58:12 |       | 77    |
| 2.  | HSC Montpellier       | 22 | 14 | 5 | 3  | 55:13 |       | 69    |
| 3.  | FC Lyon               | 22 | 14 | 4 | 4  | 52:25 |       | 68    |
| 4.  | Juvisy FCF (TV)       | 22 | 14 | 3 | 5  | 42:16 |       | 67    |
| 5.  | CNFE Clairefontaine   | 22 | 12 | 5 | 5  | 35:11 |       | 63    |
| 6.  | ASJ Soyaux            | 22 | 9  | 4 | 9  | 38:33 |       | 53    |
| 7.  | FCF Hénin-Beaumt. (N) | 22 | 8  | 6 | 8  | 38:36 |       | 52    |
| 8.  | Paris Saint-Germain   | 22 | 5  | 7 | 10 | 22:36 |       | 44    |
| 9.  | Saint-Brieuc FF       | 22 | 5  | 3 | 14 | 26:59 |       | 40    |
| 10. | Olymp. Saint-Memmie   | 22 | 4  | 2 | 16 | 16:59 |       | 36    |
| 11. | ESOF La Roche         | 22 | 2  | 5 | 15 | 08:50 |       | 33    |
| 12. | USCCO Compiègne (N)   | 22 | 2  | 4 | 16 | 12:52 |       | 32    |

Nach sechs Spieltagen führten Juvisy, Montpellier und Toulouse die Tabelle punktgleich an, Soyaux stand drei Zähler dahinter auf dem vierten Rang. Am Ende der Hinserie hatte Toulouse die zwischenzeitlich führenden Spielerinnen aus Montpellier überholt, und Juvisy lag lediglich einen Punkt hinter diesen beiden; Soyaux war zwischenzeitlich auf den siebten Platz zurückgefallen, während Lyon sich auf den vierten Rang verbessert hatte. In der Rückrunde leistete der FCT sich dann aber lediglich noch zwei Unentschieden, während seine drei Haupt-Kontrahentinnen nicht genügend Siege verbuchten (Lyon sieben, Juvisy und Montpellier nur noch je sechs), um damit Schritt halten zu können. Hinter diesem Quartett schlossen die blutjungen Spielerinnen aus Clairefontaine um ihre 17-jährige Torjägerin Élodie Thomis – der Kader des CNFE setzte sich ausschließlich aus jungen Frauen der Geburtsjahrgänge 1985 bis 1987 zusammen – als Tabellenfünfte ab.
Aus der Gefahrenzone hatten Paris und Saint-Brieuc, die nach sieben Spieltagen scheinbar bereits abgeschlagen das Tabellenende zierten – die Hauptstädterinnen hatten bis dahin sechsmal verloren und einmal remisiert, die Bretoninnen sogar sieben Niederlagen zu Buche stehen –, sich ins Mittelfeld hochgearbeitet, wo auch Neuling Hénin-Beaumont einlief. Dafür war der zweite Aufsteiger aus Compiègne bereits vor dem letzten Spiel abgestiegen, und auch La Roche konnte am Ende seine theoretische Chance gegenüber Saint-Memmie nicht nutzen – dazu war ESOFs Offensive, die in 15 der 22 Punktspiele torlos blieb, einfach zu harmlos, was sich auch darin ausdrückte, dass einen ihrer lediglich acht Saisontreffer ihre Torfrau Corinne Lagache erzielt hatte. Ersetzt wurden die Absteiger zur folgenden Spielzeit durch den FC Vendenheim und den FCF Condé-sur-Noireau aus der zweiten Division.
Der FC Lyon löste nach dieser Saison seine Frauenfußballabteilung auf, die sich dem Lokalrivalen Olympique anschloss.

## Meisterrunde
|                 | FCF Juv | FC Lyo | HSC Mon | FC Tou |
| Juvisy FCF      |         |        |         | (a)    |
| FC Lyon         | 3:2     |        |         |        |
| HSC Montpellier | 1:3     | 3:0    |         |        |
| FC Toulouse     |         | 0:1    | 0:1     |        |

| Pl. | Frauschaft      | Sp | G | U | V | Tore | Diff. | Bonus | Pkte. |
| --- | --------------- | -- | - | - | - | ---- | ----- | ----- | ----- |
| 1.  | HSC Montpellier | 3  | 2 | 0 | 1 | 5:3  |       | 2     | 11    |
| 2.  | FC Lyon         | 3  | 2 | 0 | 1 | 4:5  |       | 1     | 10    |
| 3.  | Juvisy FCF      | 3  | 2 | 0 | 1 | 8:4  |       | 0     | 09    |
| 4.  | FC Toulouse     | 3  | 0 | 0 | 3 | 0:5  |       | 3     | 05    |

Diese Play-Offs, die erst 1999/2000 eingeführt worden waren, boten in der Tat Anlass zu grundsätzlicher Kritik. Denn in ihnen entschied sich nach einer langen, 132 Spiele umfassenden Saison in nur sechs Begegnungen die Meisterschaft, woran auch die geringfügige Differenzierung der vier Teilnehmer durch Bonuspunkte und die unterschiedliche Zahl von Heimspielen nicht grundsätzlich etwas änderte.
Tatsächlich hatte sich nur bei der ersten der vier vorangehenden Meisterrunden das Team durchgesetzt, das bereits nach der ersten Meisterschaftsphase die Tabelle angeführt hatte; in den restlichen vier Spielzeiten hingegen hatte immer eine schlechter platzierte Frauschaft am Ende den Landesmeistertitel gewonnen – und stets waren die Spielerinnen aus Toulouse davon betroffen, zweimal allerdings positiv: 2001 gewann der FCT-Vorgänger Toulouse OAC die Play-offs (und nicht Juvisy, der Tabellenführer nach 22 Spieltagen), 2002 setzte sich der FCT – erneut zu Lasten von Juvisy – durch und 2003 war es genau umgekehrt (Juvisy statt Toulouse Meister).
Im Ergebnis schaffte der französische Verband FFF die Meisterrunde zur folgenden Saison 2004/05 ab.

## Die Spielerinnen des Meisters
Montpelliers Trainer Régis Durand hatte folgende Spielerinnen in seinem Aufgebot (in Klammern die Zahl der Punktspieleinsätze):
- Tor: Céline Deville (16), Zohra Hanous (6)
- Abwehr: Séverine Coste (2), Stéphanie Grand (19), Audrey Lacaze (19), Emmanuelle Podence (21), Julie Ponsy (4), Céline Rigal (21), Christelle Sarran (2)
- Mittelfeld: Camille Abily (22), Sonia Bompastor (22), Gwladys Bresson (13), Agathe Calvié (21), Ludivine Diguelman (22), Virginie Faisandier (18), Patricia Glorion (0), Nora Hamou Maamar (5), Angélique Lopes (5), Sarah M’Barek (11), Marlène Scala (1)
- Angriff: Sabrina Bellier (3), Hoda Lattaf (19), Élodie Ramos (22), Aminata Sissoko (6)

Die 55 Treffer des MHSC erzielten Lattaf 17, Ramos 12, Bompastor 7, Diguelman 6, Abily, Faisandier je 4, Calvié, M’Barek je 2, Bellier 1; in der Meisterrunde hatten zudem Bompastor, Calvié, Diguelman, Lattaf und Ramos je ein Tor geschossen.

## Erfolgreichste Torschützinnen
Die meisten Treffer in Saisonphase 1 erzielten:
| Pl. | Name                 | Team           | Tore |
| --- | -------------------- | -------------- | ---- |
| 1.  | Claire Morel         | Lyon           | 18   |
| 2.  | Hoda Lattaf          | Montpellier    | 17   |
| 3.  | Élodie Thomis        | Clairefontaine | 15   |
| 4.  | Laëtitia Tonazzi     | Juvisy         | 14   |
|     | Lilas Traïkia        | Toulouse       | 14   |
| 6.  | Marie-Pierre Castera | Toulouse       | 13   |
|     | Corine Petit         | Soyaux         | 13   |
| 8.  | Élodie Ramos         | Montpellier    | 12   |
| 9.  | Sandrine Brétigny    | Lyon           | 9    |
| 10. | Delphine Blanc       | Lyon           | 8    |
|     | Déborah Jeannet      | Saint-Memmie   | 8    |
|     | Peggy Provost        | Juvisy         | 8    |
| 13. | Sonia Bompastor      | Montpellier    | 7    |

Die erfolgreichsten Schützinnen der Meisterrunde waren Tonazzi (Juvisy) mit 4 vor Brétigny (Lyon) mit 2 Treffern.